# Tebo Yacht Basin Football Club
O Tebo Yacht Basin foi um time americano de futebol patrocinado pela empresa Tebo Yacht Basin do Brooklyn, em Nova York . Teve um breve impacto no cenário do futebol americano de 1918 a 1921.
No outono de 1918, o Tebo foi sorteado com os Vikings na primeira rodada da National Challenge Cup. Na época, eles jogaram na Metropolitan League de Nova York. Em 1920, eles se mudaram para a New York State Football League e ganharam destaque nacional com uma série de títulos de copas e ligas. Em 1921, eles ganharam a copa da Southern New York State Football Association, a La Sultana Cup e os títulos da New York State League.  Eles também perderam nas semifinais da National Challenge Cup de 1921 .  Um dos clubes mais fortes da região, a equipe inicialmente pretendia entrar na American Soccer League, criada em 1921. No entanto, a empresa Tebo Yacht Basin, que era uma subsidiária da empresa Todd Shipyard, que decidiu inserir sua própria equipe na nova liga. Portanto, a Todd Shipyards fundiu o Tebo Yacht Basin FC com outro clube patrocinado por uma subsidiária corporativa Brooklyn Robins Dry Dock para formar o clube Todd Shipyards. Isso levou à dissolução do Tebo Yacht Basin FC 